# Gryonoides brasiliensis
Gryonoides brasiliensis (лат.) — вид наездников-сцелионид рода Gryonoides из подсемейства Teleasinae. Южная Америка.

## Распространение
Неотропика: Бразилия.

## Описание
Мелкие перепончатокрылые насекомые: длина тела 2—3 мм. Отличаются следующими признаками: общая желтовато-оранжевая окраска мезосомы и метасомы, пять тёмных апикальных булавовидных отростков, морщинистая скульптура на тергите Т3 и полный центральный киль и закрытый дорсально торулярный треугольник. Задний проподеальный отросток равен своей ширине. Основная окраска желтоватая и коричневато-чёрная. Имеют два мезоскутеллярных шипика, удлиненный наличник. Предположительно, как и близкие группы, паразитоиды яиц жужелиц. Вид был впервые описан в 2021 году канадским гименоптерологом Любомиром Маснером и американским энтомологом István Mikó.